# Challenger de Concepción 2024
El torneo Challenger de Concepción 2024, denominado por razones de patrocinio Challenger Dove Men+Care Concepción fue un torneo de tenis perteneciente al ATP Challenger Tour 2024 en la categoría Challenger 50. Se trató de la 4ª edición; el torneo tuvo lugar en la ciudad de Concepción (Chile), desde el 22 hasta el 28 de abril de 2024 sobre pista de tierra batida al aire libre.

## Jugadores participantes del cuadro de individuales
| Preclasificado | País                               | Jugador                 | Rank1 | Posición en el torneo |
| 1              | Bandera de Argentina               | Genaro Alberto Olivieri | 194   | Cuartos de final      |
| 2              | Bandera de Argentina               | Juan Pablo Ficovich     | 238   | FINAL                 |
| 3              | Bandera de Argentina               | Renzo Olivo             | 287   | Primera ronda, retiro |
| 4              | Bandera de Ecuador                 | Álvaro Guillén Meza     | 291   | Cuartos de final      |
| 5              | Bandera de Turquía                 | Ergi Kırkın             | 302   | Segunda ronda         |
| 6              | Bandera de Perú                    | Gonzalo Bueno           | 336   | CAMPEÓN               |
| 7              | Bandera de Argentina               | Hernán Casanova         | 384   | Segunda ronda         |
| 8              | Bandera de la República Dominicana | Roberto Cid Subervi     | 396   | Primera ronda         |

- 1 Se ha tomado en cuenta el ranking del 15 de abril de 2024.

### Otros participantes
Los siguientes jugadores recibieron una invitación (wild card), por lo tanto ingresan directamente al cuadro principal (WC):
- Ignacio Becerra
- Daniel Antonio Núñez
- Benjamín Torres

Los siguientes jugadores ingresan al cuadro principal tras disputar el cuadro clasificatorio (Q):
- Leonardo Aboian
- Lautaro Agustín Falabella
- José Pereira
- Franco Ribero
- Franco Roncadelli
- Stefanos Sakellaridis

## Campeones

### Individual Masculino
- Gonzalo Bueno derrotó en la final a  Juan Pablo Ficovich por 6–4, 6–0

### Dobles Masculino
- Seita Watanabe /  Takeru Yuzuki derrotaron en la final a  Patrick Harper /  David Stevenson por 6–4, 7–6(6)